# Il secondo tragico Fantozzi
Il secondo tragico Fantozzi è un film del 1976 diretto da Luciano Salce. È il secondo capitolo della saga incentrata sulle vicende dell'impiegato Ugo Fantozzi, ideato ed interpretato da Paolo Villaggio.
Il film sembra quasi formare un continuum con il precedente, con il quale condivide in parte l'origine, vale a dire i libri Fantozzi e Il secondo tragico libro di Fantozzi.

## Trama

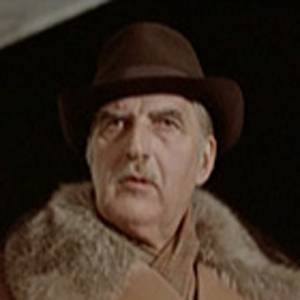
Antonino Faà di Bruno interpreta il duca conte Semenzara che si reca con Fantozzi al casinò di Monte Carlo

In piena notte Fantozzi è solo in ufficio a fare uno straordinario: in realtà sta coprendo le uscite notturne del duca conte Semenzara, suo superiore. Quando è ormai mattina, mentre sta per tornare a casa, viene suo malgrado riportato di peso alla scrivania dai suoi colleghi in entrata al lavoro. La signora Silvani, suo amore impossibile, si è sposata con il geometra Calboni.
Il Semenzara, appassionato di gioco d'azzardo, sorteggia Fantozzi per accompagnarlo al casinò di Monte Carlo. Il viaggio non sarà affatto positivo: il ragioniere viene umiliato dal suo superiore, costretto a fare tutto il viaggio aggrappato al soffitto della cabina del treno, quindi al casinò deve subire le ossessioni scaramantiche del duca conte. In un momento di libertà, Fantozzi gioca alla roulette e riesce a vincere ben 700 000 lire, ma il Semenzara si appropria del denaro, concedendosi diversi lussi e lasciando Fantozzi al verde per il viaggio di ritorno.
Insieme all'amico e collega Filini, Fantozzi partecipa a una battuta di caccia in una zona apparentemente sconosciuta, ma che invece si rivela molto affollata. A causa della mancanza di selvaggina, la situazione degenera e i cacciatori iniziano a combattersi l'un l'altro, con attrezzature diverse in base al censo.
Fantozzi e tutti i dipendenti della Megaditta sono invitati al varo della nuova turbonave aziendale nel porto di Genova. Madrina della manifestazione è la contessa Serbelloni Mazzanti Vien dal Mare, un'imbranata nobildonna, che dopo diversi tentativi falliti di lanciare e rompere la tradizionale bottiglia di champagne sulla fiancata della nave (che colpisce due volte Fantozzi), finisce per amputare un dito al cardinale arcivescovo con un'accetta.
La sera tutti i dipendenti sono invitati a cena nella lussuosa villa della contessa: Fantozzi e Filini hanno qualche problema col cane di casa, un feroce alano che li costringe a rifugiarsi su un albero. Per farsi perdonare dell'incidente, la contessa invita Filini e Fantozzi al tavolo d'onore: Fantozzi si distingue per la totale mancanza di galateo, arrivando ad ingoiare in un sol boccone un tordo intero e dei pomodorini roventi. Infuriato, Fantozzi fugge con una Maserati Ghibli, ma il cane lo raggiunge e lo tiene asserragliato dentro la vettura per una settimana intera, conteggiata come ferie.

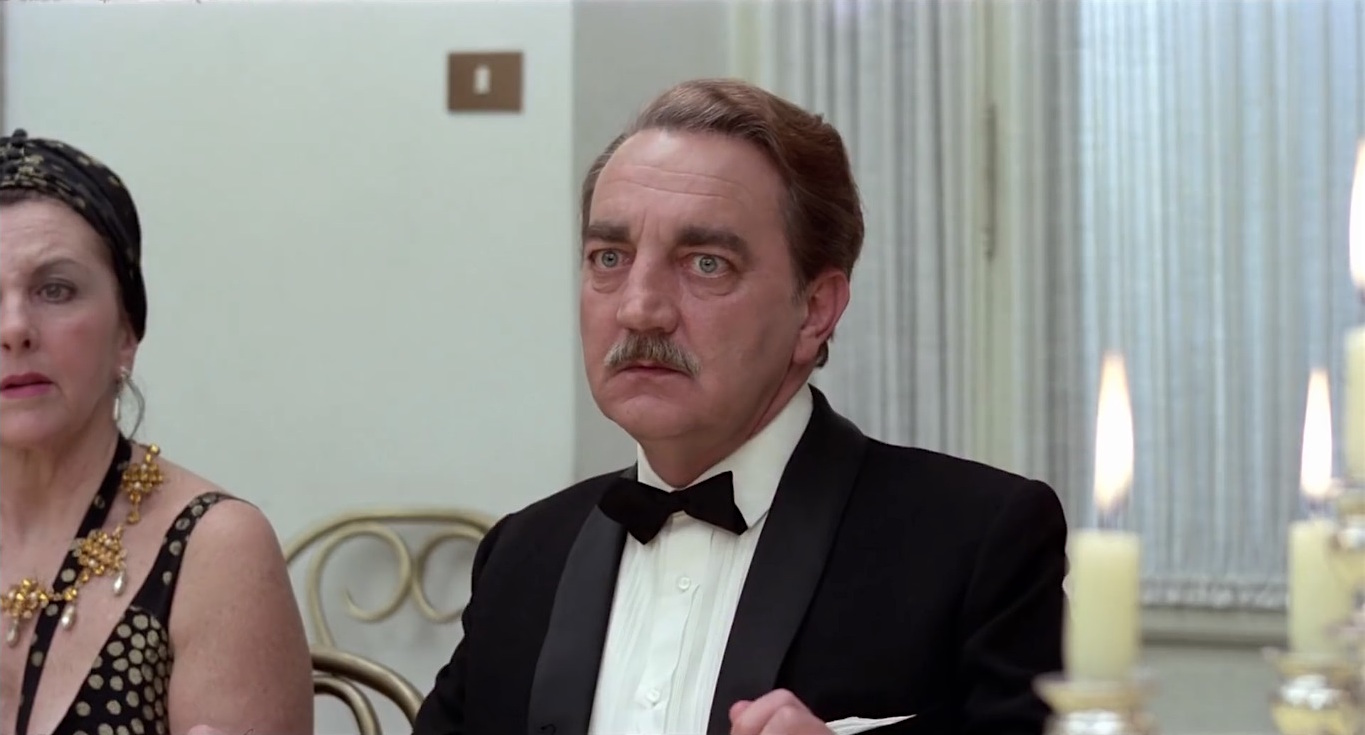
Ugo Bologna interpreta il Direttore di Fantozzi a cena dalla contessa Serbelloni

Inferocito per le ferie perse ingiustamente, Fantozzi si finge malato per marinare il lavoro. Un vicino di casa gli regala tre biglietti per il circo. Dopo averci pensato per una notte intera, decide di andare di soppiatto con un travestimento, ma qui viene subito smascherato dal suo superiore Lobbiam.
Il potente Guidobaldo Maria Riccardelli, superiore di Fantozzi e grande appassionato di cinema d'essai, obbliga da anni dipendenti e famiglie a recarsi periodicamente al cineforum aziendale per visionare film noiosi e interminabili. Fantozzi, in tali occasioni, subisce sempre le angherie del direttore; approfittando di un momento di malcontento dei suoi colleghi, cavalca il dissenso e si ribella al professore, picchiandolo e tenendolo in ostaggio. La polizia infine costringe Fantozzi e i suoi ad arrendersi e a liberare il professore, il quale, per punizione, costringe tutti gli impiegati a reinterpretare tutti i sabati la scena principale del suo film preferito.
Un giorno la signora Pina parte con Mariangela in treno per partecipare al funerale di un remoto parente. Fantozzi, insieme a Filini e Calboni, ne approfitta per un'uscita notturna, finendo in un night club ("L'Ippopotamo") pieno di prostitute. I tre si concedono costosi lussi, tutti a spese di Fantozzi. A fine serata Calboni, l'unico ad aver conquistato una donna, viene scoperto dalla Silvani e rompe con lei.
La signora Silvani, infuriata per il tradimento del marito, propone a Fantozzi di partire insieme per Capri e passare le vacanze di Natale insieme. Licenziatosi dalla Megaditta e abbandonate bruscamente moglie e figlia, Fantozzi parte con la signora Silvani in una tragica luna di miele, costretto a spendere un'enorme somma in un lussuoso albergo per impressionare la donna, venendo poi tristemente sfrattato da Calboni. Ormai distrutto da questa ennesima delusione, decide di suicidarsi dal Salto di Tiberio, e viene ripescato da dei pescatori di Torre Annunziata, rivenduto alla Findus e messo sul mercato come cernia surgelata, fortunatamente acquistato "tutt'intero" dalla moglie.
Alla Vigilia di Natale, Fantozzi riprende a malincuore il suo ménage familiare. La serata viene interrotta dalla telefonata del Mega Direttore Galattico, che offre a Fantozzi il reintegro in azienda a patto che ricominci dal gradino più basso, ovvero come parafulmine.

## Produzione

### Cast
A differenza del primo film, dove era doppiato da Gianni Marzocchi, in questo film l'attore che interpreta il geometra Calboni, Giuseppe Anatrelli, recita con la propria voce.

### Riprese
Il film è stato girato tra Roma, Civitavecchia e Capri. Tra le ambientazioni prettamente capitoline, la residenza dove si svolge la cena di gala è Villa Miani a Monte Mario; l'albergo delle sequenze capresi, è in realtà l'Hotel delle Nazioni nel rione Trevi; la stazione ferroviaria che ricorre più volte nella trama, è quella di Roma Ostiense; la scalinata utilizzata per il rifacimento de La corazzata Kotiomkin è la scalea Bruno Zevi, di fronte alla Galleria nazionale d'arte moderna e contemporanea; "L'ippopotamo", il locale dove Fantozzi, Filini e Calboni trascorrono la serata da scapoli, era in verità un piano-bar in auge nella movida romana dell'epoca, il "Capriccio" di via Liguria; infine, via di Monte Zebio è il luogo dove Fantozzi chiede invano "chi ha fatto palo?" e poi riceve un pugno.
La cerimonia del varo della nave, presieduta dalla contessa Serbelloni Mazzanti Vien dal Mare, è girata nel porto di Civitavecchia, mentre il pronto soccorso dove san Michele Arcangelo invita Fantozzi a farsi ricoverare per partorire, dopo averlo ritrovato (nella finzione cinematografica) in provincia di Agrigento, è invece l'ex clinica "Madonna delle Rose" in via Alessandro Manzoni a Fonte Nuova, in provincia di Roma.

### La corazzata Kotiomkin

Fantozzi e i suoi colleghi vengono costretti a vedere per l'ennesima volta il film La corazzata Kotiomkin

La corazzata Kotiomkin è il film fittizio ispirato parodisticamente alla Corazzata Potëmkin.
La sequenza vede il professor Guidobaldo Maria Riccardelli, interpretato da Mauro Vestri, imporre ai suoi impiegati la ripetuta visione di vecchi film d'autore, che lui venera; dopo ogni proiezione Riccardelli invita gli impiegati ad un dibattito sulla pellicola ed essi, in nome del più bieco servilismo, dicono sempre a rotazione le stesse frasi di elogio, tutti eccetto Fantozzi, che viene immancabilmente umiliato dal superiore. Una sera gli impiegati sono costretti a perdersi la partita di calcio Inghilterra - Italia per recarsi al cineforum del professore. Il tragitto di Fantozzi da casa al luogo della proiezione è accompagnato nel film da una radiocronaca di Nando Martellini, che il ragioniere ascolta con un apparecchio portatile: il commento di Martellini fu realizzato appositamente per il film.
Durante la proiezione il pubblico è inquieto, poiché gli impiegati si scambiano notizie sull'esito della partita; il direttore s'illude che questo fermento sia dovuto ad un maggior interesse per la pellicola. Dopo quest'ennesima proiezione de La corazzata Kotiomkin, durante il consueto dibattito, giunge lo storico giudizio di Fantozzi, che ha finalmente deciso di ribellarsi e porre fine alla questione, pronunciando una delle frasi più celebri della saga dedicata al ragioniere:
(Ugo Fantozzi)
Gli impiegati si ribellano, prendendo in ostaggio il direttore, picchiandolo, mettendolo in camicia di forza e costringendolo suo malgrado a vedere film di basso livello culturale: Giovannona Coscialunga, L'esorciccio e l'immaginario poliziottesco La polizia s'incazza, dopo averlo fatto inginocchiare sui ceci (metodo con cui il professore era solito punire chi non si mostrava interessato ai film da lui proposti) ed aver dato fuoco davanti ai suoi occhi alle bobine di pellicola della sua copia personale del film.

Mauro Vestri interpreta il professor Guidobaldo Maria Riccardelli, il direttore cinefilo fanatico della pellicola.

Non essendo possibile utilizzare scene originali de La corazzata Potëmkin di Sergej M. Ėjzenštejn, uno dei capolavori del cinema russo d'avanguardia, in fase di sceneggiatura si decise di farne una parodia. Il nome del regista venne opportunamente modificato: Sergej M. Ėjzenštejn divenne "Serghei M. Einstein". Le scene della scalinata Potëmkin di Odessa visibili nel film furono girate dal regista Luciano Salce sulla Scalea Bruno Zevi, di fronte alla Galleria nazionale d'arte moderna e contemporanea, e la pellicola venne "maltrattata" per ottenere un effetto di invecchiamento. Il famigerato "occhio della madre" è quello dell'attrice italiana Alba Maiolini. La colonna sonora è tratta dalla Promenade di Quadri da un'esposizione di Modest Petrovič Musorgskij.
Il film sovietico, inoltre, non è lungo come si lascia intendere: per dare più credibilità all'esasperazione degli impiegati, La corazzata Kotiomkin è composta da ben diciotto bobine, quando in realtà La corazzata Potëmkin dura soltanto 75 minuti.

## Distribuzione

### Data di uscita
Le date di uscita internazionali sono state:
- 15 aprile 1976 in Italia
- 2 novembre 2015 in Italia - versione restaurata[4]

Il film è stato redistribuito nelle sale italiane dalla Eagle Pictures, con un nuovo restauro in 2K, dal 2 al 4 novembre 2015.